# Freibad Oberspree

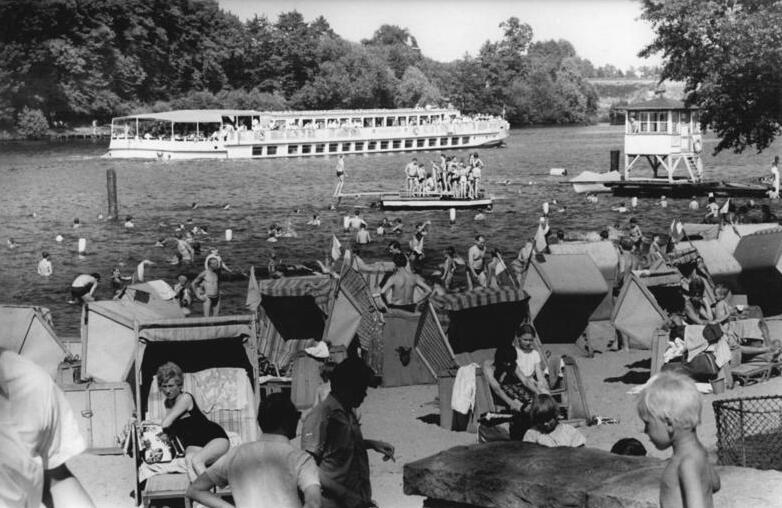
Freibad Oberspree im Sommer 1970

Das Freibad Oberspree, auch Flußbadeanstalt Adlershof, Freibad Adlershof und Licht- und Luftbad Oberspree, war ein Freibad am Ufer der Spree in der Köllnischen Heide. Das Freibad gehörte zunächst zur Gemeinde Adlershof, später zu Berlin-Niederschöneweide.

## Geschichte

### Gründung
Das Freibad wurde 1913 auf einer 2820 m² umfassenden Fläche in der Köllnischen Heide errichtet. Die Fläche, auf der das Freibad errichtet wurde, hatte die Gemeinde Adlershof von der preußischen Forstverwaltung gepachtet. Die Errichtung des Freibads kostete 2216 Mark. Die Eröffnung des Freibads erfolgte noch im selben Jahr als Freibad Adlershof. In den 1910er, 1920er und 1930er Jahren wurde das Freibad fortlaufend erweitert. Östlich gelegen und in unmittelbarer Nähe zum Freibad siedelten sich verschiedene Schwimmvereine an.

### Zuordnung zu Adlershof und Schöneweide
Gemäß dem Dauerwaldvertrag aus dem Jahr 1915 lag das Freibad nur teilweise in der Gemeinde Adlershof, der andere Teil lag in der Gemeinde Niederschöneweide. Mit der im Jahr 1920 erfolgten Gründung von Groß-Berlin gehörten Adlershof und Niederschöneweide und somit das Freibad fortan zu den Berliner Bezirken Köpenick und Treptow. Um 1930 wurde die Grenze zwischen den Berliner Ortsteilen Adlershof und Niederschöneweide so festgelegt, dass das Freibad nun vollständig in Niederschöneweide lag. Im gleichen Zeitraum wurde das Freibad in Freibad Oberspree umbenannt.

### Nachkriegs- und DDR-Zeit
Das Freibad wurde im Zweiten Weltkrieg teilweise zerstört. Es wurde anschließend wiederhergestellt und erweitert. Bis in die 1950er Jahre war das Freibad so erweitert worden, dass es nunmehr eine Fläche von 40.500 m² aufwies. Am 2. Juli 1960 besuchten mit 9553 Badegäste die meisten Badegäste an einem Tag das Freibad. 1969 wurde das Freibad um eine Promenade ergänzt. In den 1980er Jahren wurde der Betrieb aufgrund der schlechten Wasserqualität der Spree eingestellt.

### Schließung und Renaturierung
Nach der Wende entstand zunächst ein Rechtsstreit darum, ob an der Stelle des Freibads Hotels mit einer Marina gebaut werden können. Es wurde nach Abschluss der Streitigkeiten als Licht- und Luftbad Oberspree wiedereröffnet. In das Licht- und Luftbad kamen nur noch etwa 500 Besucher jährlich. Das Licht- und Luftbad wurde 1995 geschlossen. 2001 wurde die zur Köllnischen Heide gehörende Fläche an die Berliner Forsten übergeben. Bis 2003 wurden Zäune und Gebäude entfernt. Bis 2009 wurde der Wald wieder aufgeforstet.

## Lage
Das Freibad befand sich in unmittelbarer Nähe zum Spindlersfelder Werk des Wäschereiunternehmens W. Spindler.
Noch heute befinden sich in der Nähe des ehemaligen Freibads die „Kleingartenanlage Am Freibad Oberspree“ sowie der „Freibadweg“.